# London Pavilion
Le London Pavilion est un édifice localisé à l'intersection de Shaftesbury Avenue et de Coventry Street, sur le flanc nord-est de Piccadilly Circus, à Londres. Actuellement, il est aménagé en galerie marchande et constitue une composante du Centre Trocadéro.

## Histoire
Le premier bâtiment portant ce nom, un music-hall formé à partir du toit de la cour du Black Horse Inn, a été construit en 1859 pour Emil Loibl et Charles Sonnhammer. Une galerie a été construite pour la salle, mais elle ne pouvait pas utiliser toute la largeur, car une partie des locaux était utilisée par le « Delectable Museum of Anatomy » du Docteur Kahn.

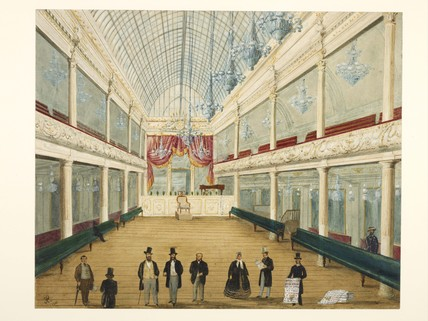
Intérieur du London Pavilion Music Hall récemment ouvert, 1861. Sonnhammer et Loibl sont probablement les personnages en haut-de-forme sur le devant.

En l’an 1885, la construction de Shaftesbury Avenue englobait une portion du site précédemment occupé, et un nouveau théâtre, dénommé London Pavilion Theatre, y fut érigé. Ce dernier fit son inauguration le 30 novembre 1885 avec une revue populaire, marquant ainsi une étape significative dans l’évolution du spectacle. Ce théâtre, conçu comme le premier « music-hall de luxe », se distinguait par l’aménagement de tables en marbre pour les repas dans l’auditorium même. Selon Charles Stuart et A.J. Park, dans leur ouvrage The Variety Stage (1895), cette reconstruction symbolisait l’avènement d’une nouvelle ère dans le domaine du théâtre de variétés :
Jusqu'alors, les salles portaient des traces indubitables de leurs origines, mais les derniers vestiges de leurs anciennes relations étaient désormais mis de côté et elles émergeaient dans toute la splendeur de leur gloire nouveau-née. Les plus grands efforts de l'architecte, du designer et du décorateur ont été mobilisés à leur service, et le music-hall criard et sordide du passé a cédé la place au resplendissant « théâtre des variétés » d'aujourd'hui, avec son extérieur classique de marbre et en pierre de taille, son auditorium somptueusement aménagé et ses foyers et promenades élégants et luxueux brillamment éclairés par une myriade de lumières électriques.

## XXesiècle
Le triomphe de l'entreprise pousse son fondateur, Villiers, à établir une société anonyme, donnant naissance au premier groupe de music-halls, dénommé Syndicate Halls Ltd. En 1903, Lupino Lane fait ses débuts à Londres, sous le pseudonyme de "Nipper Lane".
Entre 1912 et 1936, le théâtre fut le cadre d'une programmation régulière de comédies musicales, dont l'une des premières réussites fut On With the Dance de Noël Coward, présenté en avril 1925. L'établissement accueillit également des apparitions notables de Sir Harry Lauder. En octobre 1921, l'acteur et chanteur américain Clifton Webb y fit son entrée dans Fun of the Fayre et revint en octobre de l'année suivante pour incarner Phidas dans Phi-Phi. Par ailleurs, en 1923, des panneaux d'affichage électriques furent installés pour la première fois sur la façade du bâtiment.

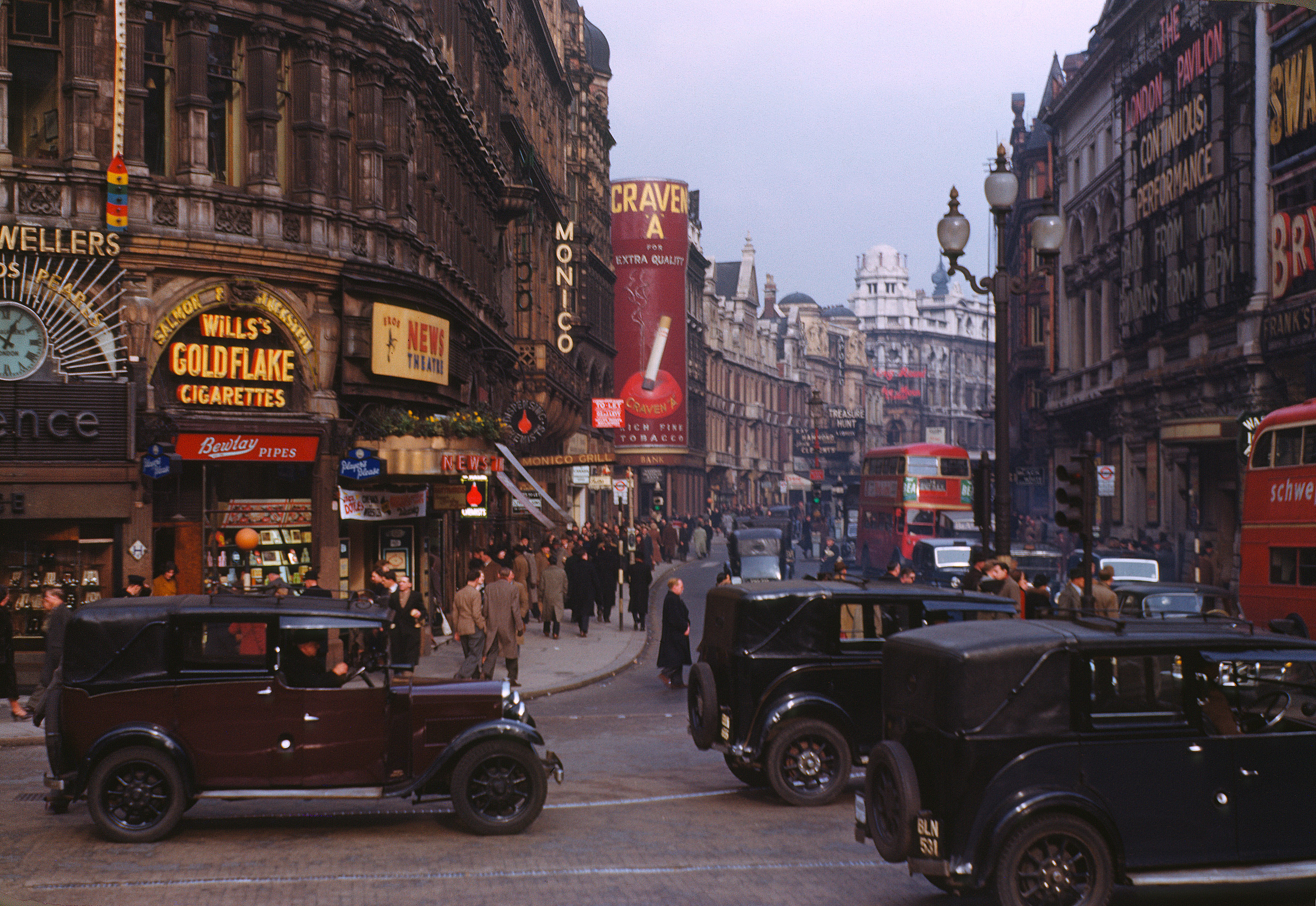
Vue de Shaftesbury Avenue depuis Piccadilly Circus, datant approximativement de 1949, présente le London Pavilion à droite.

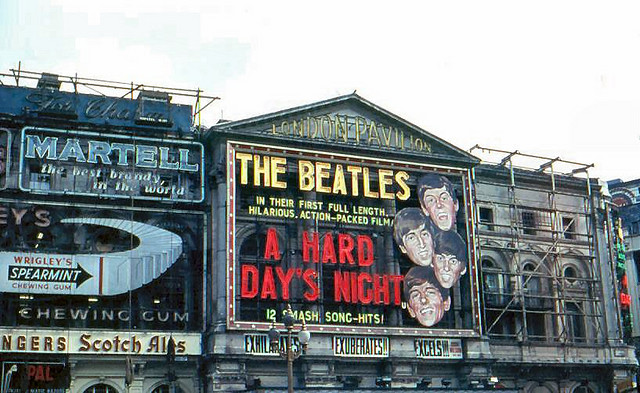
London Pavilion Theatre montrant A Hard Day's Night en 1964

En 1934, le bâtiment subit des modifications structurelles significatives et fut transformé en cinéma pour une somme de 70 000 £, sous l'égide du chancelier de la FGM, en collaboration avec Frank Matcham and Co. Conçu pour servir de point de vente londonien pour les premières projections des films diffusés par United Artists, il accueillit en avant-première le premier film d'Alexander Korda, La Vie privée de Don Juan, à partir du 5 septembre 1934. Alexander Korda venait tout juste de conclure un accord avec la société américaine pour la distribution de ses œuvres. Lors de la première de Frankenstein s'est échappé en mai 1957, le foyer fut réaménagé pour évoquer le laboratoire de Frankenstein, avec le Monstre exposé dans un réservoir. En octobre 1962, il projeta Dr. No, le premier opus de la saga James Bond, et en juillet 1964, il fut le cadre de la première de Quatre Garçons dans le vent. Le cinéma ferma ses portes le 26 avril 1981, et le site demeura dans une situation d'incertitude pendant plusieurs années,.